# ジュリエット・ゲーム
『ジュリエット・ゲーム』は、1989年2月4日に公開された日本映画。鴻上尚史の初監督作品である。主演：村上弘明。キャッチコピーは「恋愛冒険活劇」。

## あらすじ
小学校教師山崎正彦は離婚寸前。ある朝正彦は通勤途中に向いのホームにいた真智子に一目惚れ。その日から正彦は真智子を追いかけて大冒険を繰り広げる。だが、彼女を追う男はもう一人いた。それでも、正彦は彼女を追いかけていった。

## 出演
- 山崎正彦：村上弘明
- 沢木真智子：国生さゆり
- 山崎靖子：手塚理美
- 山崎明美：高橋ひとみ
- 郡山：橋爪功
- 岩崎麻衣子：岩崎ひろみ
- 管理人：伊武雅刀
- 青木幸男：大高洋夫
- 後藤香：長野里美
- 校長：穂積隆信
- モーターボートの運転手：大地康雄
- 教頭：村野武範

## スタッフ
- 脚本・監督：鴻上尚史
- 企画：村上光一、堀口壽一
- プロデューサー：伊地智啓、河井真也
- 撮影：仙元誠三
- 音楽プロデューサー：星勝
- 音楽監督：大平太一(the REDS)
- 美術：種田陽平
- 編集：冨田功
- 助監督:渡辺孝好
- 配給：ヘラルド・エース、日本ヘラルド映画
- 製作協力：キティ・フィルム
- 製作：フジテレビ

### 音楽
- テーマ曲
  - 「ジュリエット・ゲーム」the REDS
- 挿入曲
  - 「スタンド・バイ・ミー」忌野清志郎 & The Razor Sharps
  - 「トランジスタ・ラジオ」RCサクセション
  - 「エブリシング・チェンジズ」オズニー・メロ
  - 「人にやさしく」THE BLUE HEARTS
  - 「スローバラード」RCサクセション
  - 「ラッキー（幸運）」アンジー

## 製作

### 企画
『映画秘宝』2020年11月号で、脚本・監督の鴻上尚史が本作の企画経緯や自身の作品評等、4頁に渡ってインタビューに答えている。1980年代後半から、松本隆や北野武、椎名桜子、長部日出雄、桑田佳祐、竹中直人ら、異業種監督が急増し、特にこの1989年は劇場映画で30人の新人監督がデビューし、日本映画の歴史としても記憶される年で、映画界の徒弟制度から出た人もいるが、映画界とは無縁の人も多かった。そのほとんどは叩かれたが、本作もその流れにあるもの。当時の鴻上は第三舞台を率いて、遊眠社やSETと並ぶ人気劇団に育て上げ、新しい世代を代表する知性として多くのマスメディアから熱狂的支持を受ける存在。映画ファンの鴻上にとっては当然の映像メディア進出であった。

### 脚本
題名に『ジュリエット』と入っているところからもわかるように、本作は『ロミオとジュリエット』を下敷きにした作品で、作中でも劇中劇として『ロミオとジュリエット』を上演するシーンがある。しかし一般的な『ロミオとジュリエット』とはかなりストーリーが異なる。鴻上は制作当時のインタビューで、作品のテーマについて映画の題名も含め以下のような説明をしている。「新しい愛の形を劇中劇の2つの『ロミオとジュリエット』と並行させながら探っていく。『映画で恋愛をやろうと決めた時、やはり古典中の古典である『ロミオとジュリエット』に僕なりの"おとしまえ"をつけようと思った。今あのラブストーリーはウソだと思う（中略）愛なんて幻想にすぎないんだってヨソヨソしくなってしまった時代がちょっと前にはあったと思うけど、最近少し違ってきたんじゃないかと思う（中略）幻想と分かってする恋愛はつまりゲーム。ゲームって興奮する。恋愛が所詮ゲームだとするならばだ、とことん走ってやろう、がこの映画」などと述べている。脚本に3年をかけた。鴻上は後年のインタビューでは本作を「トラジックコメディ」と表現している。
1985年頃、鴻上が山下洋輔のアメリカ武者修行ツアーに帯同した際、山下から映画を撮ったらと勧められたのが始まり。また第三舞台の芝居をよく観に来ていたフジテレビのプロデューサー・河井真也に背中を押され、当時あった作家をマネジメントするキティフィルムの部署に鴻上がプロットを持ち込み、伊地智啓プロデューサーからOKが出た。

### スタッフワーク
鴻上には「"走り続け"、"追い続ける"ラブコメディ、ある種のアクションを撮る」という意図があり、伊地智が『セーラー服と機関銃』の時と同様、カメラに仙元誠三を選んだとされ、伊地智からセントラル・アーツ代表の黒澤満プロデューサーを通じて仙元に撮影のオファーがあった。「舞台の演出家なんだけどやるか?」と言われ、「若い人は刺激があっていい」と快諾したが、伊地智から仙元のうるささを心配されたため、「若い人でも理が通っていれば協力します。違っていたらそれを言うのが俺の仕事です」と返事したという。仙元は「皆一本はやりたいっていうのだけれどね。『こんなうるさい、こっちの思うように言う事を聞かない様なキャメラマンとはコリゴリだと』と思う人が多いんじゃないかな?」などと述べている。クランクインの日に仙元がスタッフを先導し、鴻上が映画を知っている人間なのか、試されたという。鴻上は希望したシーンの撮影を仙元から度々拒否されたといわれ、現場のスタッフが異業種から来た自身に敵愾心を感じてるのを感じたという。
チーフ助監督は最初は榎戸耕で、鴻上たちとロケハンなど準備もやっていたが、キャスティングが難航して半年撮影が延期し、渡辺孝好の交代した。撮影部セカンド助手は北信康。

### キャスティング
大高洋夫と長野里美は第三舞台の看板俳優。

### 製作発表
製作発表会見は1988年10月14日、ビヤステーション恵比寿（現在のBLUE NOTE PLACE）で行われた。

### 美術など
バブル期真っ只中に撮られた映画のため、山崎正彦を演じる村上弘明のスーツや、沢木真智子を演じる国生さゆりの眉メイクなどのファッションに当時の流行が随所に見られる。音楽は鴻上が第三舞台の芝居でも使用していた自身の好きな曲を選んだ。主題歌だけはキティフィルムからの商業的要請で渡された数曲から鴻上が一番気に入った曲を選んだ。
ヒロイン演じる国生がにっかつ撮影所で初めての衣装合わせの日に遅刻してきて、「まあまあ」とヘラヘラしながら入って来たため、仙元が激怒し「君、何だその態度は?みんな大人が待ってるのに『お待たせしました』くらいの挨拶は出来ないのか！」などと説教したら、国生が「この人なぁに?」と言ったためマネージャーが慌てて取りなしたが、二人の口論が続き「君、今まで何やってきたんだ?」「え? あたしのこと知らないの!?」「知らないよ」「おニャン子よ、おニャン子」「何だ、猫か?」「この人面白ーい！」とやりとりがあり、回りが爆笑したため、仙元はそれ以上怒る気が失せた。国生はテレビ用と違って大きな映画用のカメラが珍しく、カメラを覗きに来て、セカンド助手の北信康からも「お前、誰も覗かせてもらえないのに、簡単に覗くな！」と怒られていたという。

### 撮影
オールロケで約2カ月。JR東日本の許可を取り、1988年初夏、真智子（国生）が荻窪駅の階段を転げ落ちるシーンからクランクイン。ところがJR広報の人が血相変えて飛んできて「こんな激しいアクションがあるなんて聞いてない」と怒り出し、「もうJRは使わせない」と最後にお達しが来た。荻窪駅では真智子（国生）と正彦（村上）の出会いのシーンなど、危険な撮影が数日に分けて行われた。
村上が作中、アルバイト時代の話をする中で「デパートの屋上のショー」のバイト話でスカイライダーの変身ポーズをしたが、これは過去に自身が演じた『仮面ライダー (スカイライダー)』の筑波洋の再現である。また、この場面以外にも、村上が橋から飛び降りるシーンで「変身」と叫ぶシーンがある。これらも含めて村上のアクションシーンはノースタントで、全て村上本人が演じている。
ラストシーンは「映画の冒頭と同じように二人が駅のホームで出会い、そして抱き合う。そこでカメラがどんどん引いていくと、そこは上海の駅だった」や、「成田空港でブラジルに旅立つ主人公がジャンボジェットに轢き殺される」などのアイデアもあったが、いずれも予算不足のため実現しなかった。このため鴻上は「何十年後でもいいんだけど、必ず本当のラストでリメイク版を作りたい」と語っている。

## ロケ地
荻窪駅、隅田川。

## 作品の評価

### 興行成績
歌舞伎町トーア2とシネスイッチ銀座の二館のみで封切。シネスイッチ銀座では『木村家の人びと』に続く邦画第二弾として公開された。所謂ミニシアターでの公開で、配収6000万円。
『AVジャーナル』1989年6月号には「鴻上尚史第1回監督ということもあり日頃、劇場に足を運ばない演劇ファンが劇場に多く来ているのが特徴」と書かれている。

### 作品評

#### 公開時
『シティロード』は「『ロミオとジュリエット』の間でなら成立した、死を賭した純愛がさて現代にも成り立ち得るか?というこの大テーマをまるですり抜けるようにして、画面そのものが躍動する。仙元誠三の撮影が鴻上尚史を挑発しているかのよう。二重三重に屈折したパロディにも注目だ」などと評した。

#### 後年の評価
鴻上自身による本作の評価は「封印してもいいくらい。映画の知識も文法も技術も何もない若造が、よくまあ一丁前に35ミリフィルムで長編劇映画を監督したなと呆れた。お蔵入りさせてもいいくらいだけど、やっぱりそうしたくない唯一の理由は、フィルムに込められたハチャメチャなエネルギーがあるから」などと述べている。村上弘明演じる正彦のキャラクター造形については上手くいったと思うが、国生さゆり演じる真智子の28歳で"明るい心身症"という造形は上手くいかなかった、主題を深められなかった自分の責任」などと述べている。
『映画秘宝』岩田和明は、鴻上が1986年から1989年まで『JJ』で連載した「恋愛王」で予言した「90年代は純愛の時代」は後のトレンディドラマで描かれたが、本作も鴻上の恋愛感がダイレクトに反映している」などと評価している。

## ソフト状況
ビデオは公開年にポニーキャニオンから1万3800円で発売されている。売上げは不明。レーザーディスクも発売されていた。DVD、BDは発売されていない。